# 해룡초등학교
해룡초등학교는 대한민국 전라남도 순천시 해룡면 월전리에 있는 공립 초등학교다.

## 학교 연혁
- 1927년 4월 23일 해룡공립보통학교 개교
- 1938년 4월 1일 해룡공립심상소학교로 개칭
- 1941년 4월 1일 해룡공립국민학교로 개칭
- 1951년 3월 25일 해룡국민학교 개칭
- 1981년 3월 1일 병설유치원 설립 개원
- 1996년 3월 1일 해룡초등학교 개칭
- 1999년 3월 1일 충무초등학교 통폐합
- 2000년 3월 1일 농주분교장 본교로 편입
- 2000년 4월 15일 농어촌 현대화 시범학교 준공
- 2011년 3월 1일 농주분교장 통폐합
- 2016년 2월 5일 제86회 졸업 (총 10,135명 배출)
- 2018년 2월 14일 제88회 졸업(졸업생 10,165명 배출)
- 2018년 3월 1일 제29대 박혜선 교장 부임

## 참고 자료
- 해룡초등학교 - 한국교육학술정보원 학교알리미